# 粕屋殖産
粕屋殖産株式会社（かすやしょくさん）は、福岡県糟屋郡粕屋町に本社を置く企業。

## 沿革
- 1961年 - 創業。
- 1969年 - 法人設立。